# Johannes Bartholdi Duræus
Johannes Bartholdi Duræus, född 1628 i Kristdala församling, Småland, död 4 mars 1708 i Kristdala församling, Kalmar län, var en svensk präst.

## Biografi
Johannes Duræus föddes 1628 i Kristdala församling. Han var son till kyrkoherden Bartholdus Duræus i Kristdala församling och Elisabet Persdotter. Duræus blev 1648 student vid Uppsala universitet och prästvigdes 14 april 1654. Han blev pastorsadjunkt i Tuna församling. Duræus blev 1654 komminister i Rumskulla församling och 1663 blev han kyrkoherde i Kristdala församling, utnämndes till prost 1687. Han avled 1708 i Kristdala församling.

### Familj
Duræus gifte sig 1656 med Anna Jönsdotter Hircinus (Bock) (död 1707), dotter till kyrkoherden Johannes Benedicti Hircinius Bock i Rumskulla församling.  De fick tillsammans barnen kyrkoherden Bartholdus Duræus i Säby församling, Maria Duræa som var gift med kyrkoherden Olof Meurling i Kristdala församling och Elisabet Duræa som var gift med ryttmästaren Carl Sabelsköld.